# Maria Stromberger
Maria Stromberger, avstrijska medicinska sestra, * 16. marec 1898, Motnica, Avstrija, † 18. maj 1957 Bregenz
Med 2. svetovno vojno se je prostovoljno prijavila na delo v koncentracijskem taborišču Auschwitz. Kot edina izmed nemškega osebja taborišča je gojila stike s predstavniki odporniškega gibanja v taborišču in pomagala zapornikom. Sodelovala je z Mednarodno Skupino Odporniškega Gibanja KL Auschwitz-Birkenau.

## Prostovoljno v Auschwitz
Med vojno je Maria Stromberger bila članica SS in NSDAP, hkrati pa je bila globoko verujoča katoličanka. Julija leta 1942 je bila odposlana v mestno bolnišnico za nalezljive bolezni v kraju Kraljevska Železarna (poljsko Królewska Huta, danes del mesta Chorzów na Poljskem). Nekega dne so v bolnišnico pripeljali dva Poljaka, bivša jetnika Auschwitza. Ko sta si nekoliko opomogla, sta Strombergerjevi povedala o grozotah, ki sta jih videla v taborišču. Njuno pričanje se je sestri zdelo tako neverjetno, da jima je rekla: »Hočem to videti z lastnimi očmi. Mogoče bom znala storiti kaj dobrega«. Po pogovoru se je prijavila na okupacijskem uradu za zdravje v Katovicah za prostovoljno delo v KL Auschwitz.

## V taborišču
Potem, ko se je prijavila, so jo poučili, da je vse, kar bo videla ali slišala v taborišču, državna skrivnost. Povedali so ji tudi, da v taborišču poteka »čiščenje Židov« ter da od jetnikov drugih narodnosti 7 do 8 tisoč vsak mesec umre. Podpisala je prisego, da ne bo izdala državne skrivnosti in da se bo držala taboriščnega pravilnika, ki je prepovedoval pogovarjati se z jetniki, posredovati dopise ali jim na kakršen koli način pomagati. Sporočili so ji, da vsakršna kršitev prisege ali pravilnika bo kaznovana s smrtjo. Delo v taborišču je začela 1. oktobra 1942 kot predstojnica medicinskih sester v bolnišniškem oddelku za Nemce v taborišču.
Prepričala se je, da je bila zgodba, ki jo je bila slišala od Poljakov, resnična. Začela se je pogovarjati z zaporniki in ne glede na morebitno hudo kazen jim je poskušala pomagati tako, da jim je posredovala hrano in zdravila. Kmalu zatem je eden paznikov zvedel za njeno dejavnost in jo ovadil vodstvu taborišča. Ker si ni mogla drugače pomagati, je tudi ona lažno ovadila paznika, češ da je pijan raztrgal Himmlerjev portret. Med konfrontacijo njunih pričanj ji je uspelo paznika tako prestrašiti, da jo je le-ta pustil pri miru in ni več vlagal ovadb. Po tem dogodku Strombergerjeva ni nehala pomagati jetnikom. 

## Sodelovanje z odporniškim gibanjem
Ko je dejavnost Marie Stromberger postala znana med jetniki, so predstavniki odporniškega gibanja v taborišču navezali stike z njo. Tako je postala vez med jetniki in poljskimi uporniki izven taborišča. Ko so jo le-ti svarili, da s svojo dejavnostjo tvega življenje, naj bi odgovorila: »To vem, ampak to ni pomembno. Tukaj so usmrtili tisoče dobrih in vélikih ljudi, slavne zdravnike, umetnike, glasbenike – kakšna bo razlika, če k njim prištejemo še mene?«.
Podatki, ki jih je posredovala uporniškemu gibanju izven taborišča, so bili izrednega pomena. Zahvaljujoč njej niso za genocid in druge hude zločine, ki so se dogajali v Auschwitzu, zvedeli samo bralci poljskega odporniškega tiska, ampak tudi druge zavezniške države. Njena pričanja sta oddajala med drugim BBC in moskovski radio. Medicinska sestra je iz taborišča odnesla veliko dokumentov, tajnih šifer, poročil, obvestil o načrtovanih aretacijah, sporočil o smrti jetnikov ter njihovih pisem družinam. Na območje taborišča pa je vnašala med drugim pisma, ilegalni tisk, zdravila, orožje in strelivo ter strupene snovi z namenom, da se uporabijo za atentate proti najbolj krutim članom SS in Gestapa. Tik pred osvoboditvijo s strani Rdeče armade je iz taborišča odnesla dva debela zvezka s seznami jetnikov, ker so jih pazniki že bili začeli sežigati kot dokaze zločinov.

## Po vojni
Po koncu vojne so Mario Stromberger Poljaki kot delavko taborišča v Auschwitzu aretirali. Iz zapora je poslala nekoliko pisem nekdanjim jetnikom. Zaradi njihovega posredovanja v prid Marie je bila osvobojena in oproščena vseh obtožb. Leta 1947 je bila priča v procesu komandanta taborišča Rudolfa Hoessa. Na povabilo bivših jetnikov je večkrat obiskala Poljsko. Umrla je 18. maja 1957 v Bregenzu v Avstriji.